# Pekingi kacsa (állatfajta)
A pekingi kacsa a házi kacsa (Anas platyrhynchos domestica) kínai eredetű fajtájának az Amerikai Egyesült Államokban Aylesbury kacsával nemesített változata.
A nagy testű, tejfelfehér vagy világossárga színű, rövid lábú, meredek (közelítően 45°-os) törzstartású pekingi kacsa fő gazdasági jellemzője, hogy a kihizlalásra fogott naposkacsák már 7-8 hetes korukban elérik a 2,8-3,2 kilogrammos vágósúlyt. Kitűnő minőségű, ízletes és lédús húsának köszönhetően elsősorban pecsenyekacsaként értékesíthető. Gazdaságosságához hozzájárul, hogy élősúlyának 71-72%-a tiszta fogyasztási súly (köznyelven színhús). Emellett zsírra is hizlalható, tojástermelése szintén kiváló (200-240 db/év), jó keltethetőségi mutatókkal: anyaállatonként évi 150-170-es egyedszámú kacsaszaporulatot tesz lehetővé.
A pekingi kacsa az 1870-es években jelent meg Európában, Magyarországra a 19. század végén jutott el. Kedvező adottságai ellenére 1947-ben a hazai házikacsa-állománynak – az indiai futókacsával együtt – mindössze 10%-át tette ki. Az agrárpolitikai vezetés az 1950-es évektől ösztönözte a pekingi kacsák minél szélesebb körben való elterjesztését, és az 1980-as évekre az állomány 40%-át már ez a fajta adta. A 20. század második felében történtek kísérletek a hagyományos fehér magyar házi kacsa feljavítására a pekingivel való hibridizáció útján. A 2010-es évekre széles körben elterjedt a pekingi kacsa két magyarországi hibridje, a Hortobágyi és a Szarvasi K 94.